# 全国統一学力判定試験
全国統一学力判定試験（ぜんこくとういつ がくりょくはんていしけん）とは、特定非営利活動法人教育制度研究フォーラムの学力判定センターが実施していた、高等学校卒業程度の基礎学力を確認するための試験である。

## 概要
試験的に行われていた。現在学力低下や少子化などで大学側が優秀な学生を確保することが目的で実施された。この試験は模擬試験の代わりとして受けることもでき、なおかつ採用大学なら点数で受けることができていたが採用大学は少なかった。その他AO入試の判断材料としても利用された。
受験料は2科目以下9,000円、3科目以上12,000円、団体受験も同じ。結果採用大学への成績判定証の発行（成績情報提供）は無料とした。高等学校または、大学進学指導を行う民間教育機関の団体参加を認めた。なお、団体参加機関については、学力判定センターの監督・指導の下、当該施設での試験の実施及び通常実施日以降に限り試験期日の変更を認める場合がある。
公平性を可能な限り保つため、問題の回収等細心の注意を行う。
結果の採用については、本年度より、選抜の際の参考資料の一つとしてまたは優遇処置等での利用が可能である。
受験者数が目標を大きく下回ったため、2007年度より休止されている。

## 教科
社会（地理歴史・公民） 60分（100点）
「社会の総合問題（「現代社会」と「世界史B」）以外に「日本史B]または「地理B」から選択問題が出題される。
国語 60分（100点）
「国語総合」に「国語表現I」を加えた出題範囲とする。
英語（外国語） 60分（100点）
「英語I」を加えた出題範囲とする。なお、リスニングテストは課さない。
数学 60分（100点）
数学Iと数学Aを総合した出題範囲とする。
理科 60分（100点）
「理科」の総合問題（「理科総合A」及び「理科総合B」を基本としながら中学までの学習内容を中心とする）以外に「物理I」または「化学I」または「生物I」または「地学I」から選択問題が出題される。